# Колин (окръг, Тексас)
Окръг Колин (на английски: Collin County) е окръг в щата Тексас, Съединени американски щати. Площта му е 2295 km², а населението - 762 010 души. Административен център е град Макини.